# جیسون بویلون
جیسون بویلون (انگلیسی: Jason Buaillon؛ زادهٔ ۵ اکتبر ۱۹۹۱) بازیکن فوتبال اهل فرانسه است.
از باشگاه‌هایی که در آن بازی کرده‌است می‌توان به باشگاه فوتبال سیون، باشگاه فوتبال استاندارد لیژ، باشگاه فوتبال لو مان، باشگاه فوتبال آلکورکون، و باشگاه فوتبال پاریس اف سی اشاره کرد.